# Residence kit
株式会社Residence kit（レジデンスキット、英：Residence kit, Inc）は、IoT機器の開発・製造・販売やアプリケーション開発、システムの構築及び運用保守サービスなどを事業とし、Apartment kitの開発・IoTを用いた不動産管理などを行なっている企業である。2017年6月1日に株式会社iApartment（アイアパートメント）から株式会社Robot Homeへ商号変更。2021年4月1日に株式会社Robot Homeから株式会社Residence kitへ商号変更。

## 沿革
- 2016年4月 - 株式会社TATERU（現：Robot Home）の子会社として、株式会社iApartment設立[1]
- 2017年6月 - 株式会社Robot Homeに商号変更。[2]
- 2021年4月 - 株式会社Residence kitに商号変更。[3]

## 関連企業

### グループ親会社

#### 株式会社Robot Home
2006年1月23日に設立。不動産に特化したプラットフォームの開発・運用、クラウドサービスの提供、デザインアパートメントの企画、運用を行なっている。

### グループ会社

#### 株式会社TABICT
2016年6月1日に設立された子会社。主にTRIP PODの運営、TRIP PHONEの開発・運営などを事業として、IoTを活用した民泊運用サービスの提供などを行っている。